# Karlskrona Lampfabrik
Aktiebolaget Karlskrona Lampfabrik (ursprungligen Karlskrona Lampfabrik) är ett svenskt industriföretag med huvudkontor och tillverkning i Karlskrona. Företaget var först i Sverige med att industriellt tillverka belysningsarmatur. År 1884 inleddes tillverkningen i Karlskrona och där fortgår den på samma sätt ännu i dag med ett brett sortiment av fotogenlampor och historiska glödlampsmodeller som anpassas till moderna ljuskällor. Flera av lampmodellerna har varit i kontinuerlig produktion sedan företaget startade. Lamporna tillverkas i de gamla fabrikslokalerna efter traditionellt hantverksmässiga metoder, vilket i kombination med ett stort belysningshistoriskt kunnande möjliggör specialtillverkning i samarbete med arkitekter, inredare och byggnadsvårdare.
Företagets ledning har under alla år legat i händerna på medlemmar i familjen Skantze.

## Historia
| ”                                            | Ny fabriksindustri. … Hittills hafva, såvidt vi veta, inga inhemska fabrikanter sysselsatt sig med förfärdigandet av fotogenlampor, som derför måste införas utifrån, antingen i fullfärdigt skick eller i skilda beståndsdelar, som här sammansatts och erhållit sin slutliga fulländning. Nu har emellertid en företagsam man här i staden, delegare i Wahlqvistska klädesfabriken, hr C. Svahn, brutit isen och strax utanför staden, vid Blå Port anlagt en fabrik för fotogenlampor, hvars alla delar, med undantag af glas, helt och hållet förfärdigas inom fabriken … | „ |
| – Blekinge Läns Tidning den 13 november 1884 | |   |

### Tiden 1884–1892

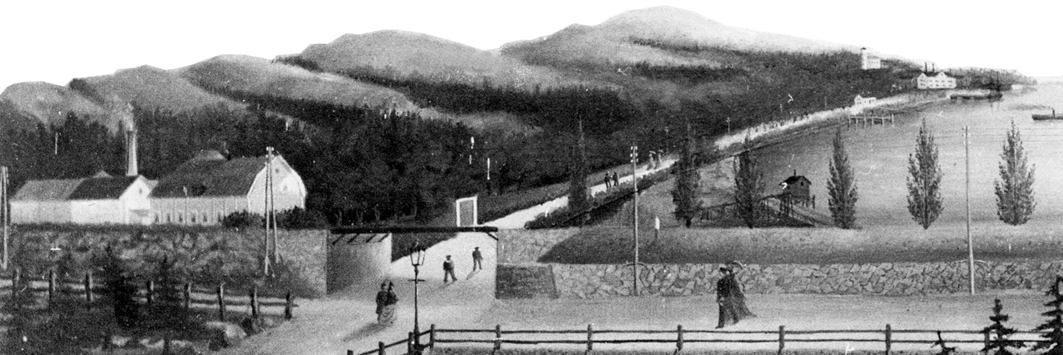
Karlskrona Lampfabrik vid Blå Port år 1886.

Karlskrona lampfabrik anlades år 1884 vid Blå Port strax norr om Karlskronas dåvarande stadsport. Där hade tidigare legat en vägkrog som under de senaste åren använts för tändstickstillverkning. Platsen möjliggjorde transport både med fartyg och med den järnväg mellan Karlskrona och Växjö som färdigställts tio år tidigare. Nu inleddes industriell tillverkning av metallartiklar såsom lampfötter och lampbrännare. Artikeln rundbrännare hade förut inte tillverkats i något land utom i Tyskland. Den maskinella utrustningen liksom en viss del av arbetsstyrkan hämtades därifrån, men mycket snart skedde rekryteringen på orten. År 1892 brann huvudbyggnaden ner och fabriken flyttades då in till centrala Karlskrona.

### Tiden 1893–1919

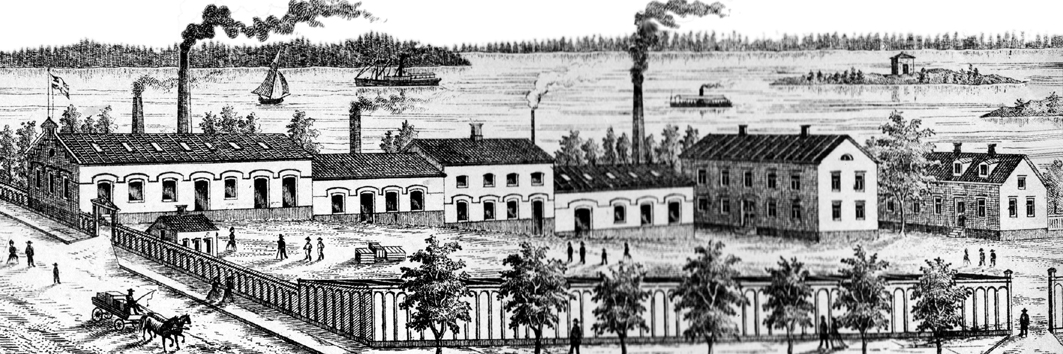
Karlskrona Lampfabrik vid Bredgatan 2 år 1906.

År 1893 flyttade Lampfabriken in i lokaler på Bredgatan 2 intill Stumholmskanalen. Nu gick företaget in i sin mest expansiva period. 500 000 lampbrännare tillverkades årligen i cirka 50 olika modeller och lampfötter av mässing, zink och järn i över 200 modeller. Fabrikationen omfattade dessutom hänglampor, lyktor, armatur för gasbelysning och för elektrisk belysning, signallyktor för järnvägar, fotogenlampor för järnvägskupéer, sjölanternor och Wachterhus. Vid industriutställningen i Stockholm 1897 tillerkändes Karlskrona Lampfabrik 1:a pris guldmedalj för sina fotogenbrännare. Fotogenbristen under första världskriget innebar emellertid att produktionen av elektrisk belysningsarmatur kom att nästan helt ersatta tillverkningen av fotogenlampor.

### Tiden 1920–1942
År 1919 ombildades Lampfabriken till aktiebolag. Företaget var ekonomiskt starkt, men den lågkonjunktur som inledde 1920-talet fick till följd att omsättning mer än halverades. Två tredjedelar av personalen sades upp. 1932 var det bara 37 anställda, men då öppnades möjligheten att sälja företaget. Försäljningen hindrades dock genom den tumult som uppkom efter Kreugerkraschen 1933. Det var nu nödvändigt att renodla verksamheten som var fördelad på flera enheter, metallvarufabrik, gjuteri med mekanisk verkstad, elektrisk installationsrörelse och egen butiksförsäljning av el-materiel. Gjuteriet, som låg  i separata lokaler på Pantarholmen längre norr ut i staden fick läggas ner och lokalerna moderniseras för att samla resten av verksamheten dit.

### Tiden 1943–1975

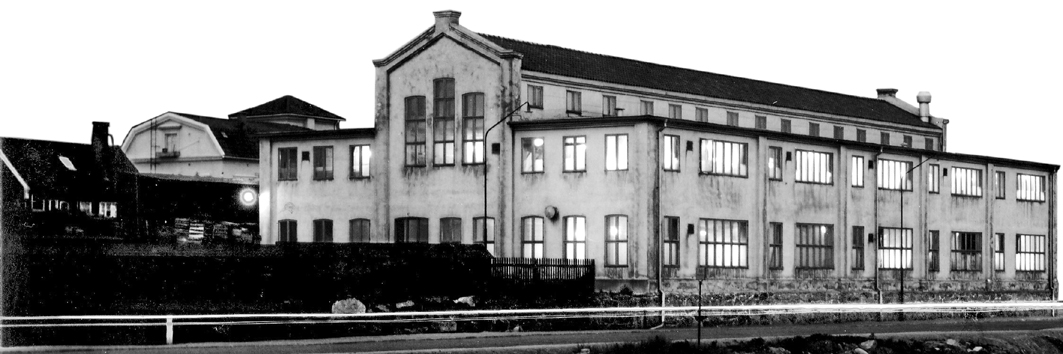
Karlskrona Lampfabrik utefter Pantarholmskajen år 1965.

Mitt under andra världskriget flyttade Lampfabriken till Pantarholmen. År 1944 var lokalerna ombyggda och en 30-årsperiod inledd som slutade med konkurs 1975. Det var en tid med ekonomisk framgång för svensk storindustri. För mindre och medelstor industri gick det sämre. Flera etablerade belysningsföretag försvann under denna period. Lampfabriken arbetade intensivt i sökande efter lönsamma nischer:
- Fotogenlampor utvecklades för sommarstugor och dekorativ inredning.
- Fotogenbrännare för kylskåp utvecklades och tillverkades åt Electrolux.
- Kupébelysning utvecklades och tillverkades för SJ:s nya järnvägsvagnar
- En för dåtiden modern avdelning byggdes för elektrolytisk ytbehandling.
- Omfattande försök gjordes med tillverkning av lyktstolpar i aluminium.

### Tiden 1976–2014

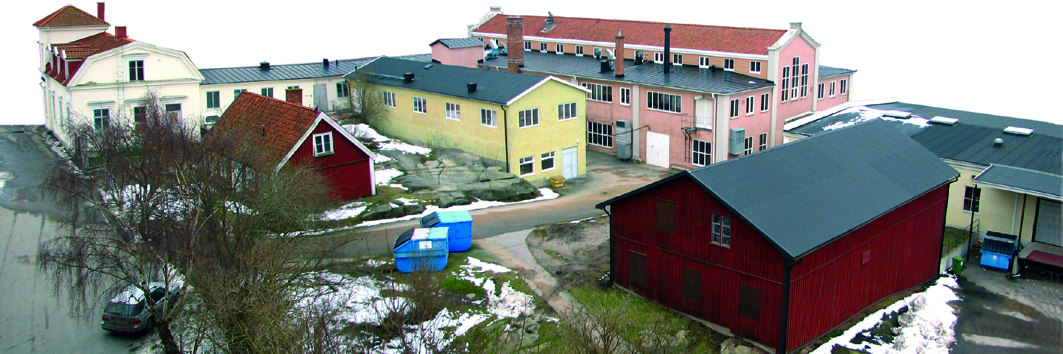
Karlskrona Lampfabrik på Långgatan 11 på Pantarholmen år 2006.

Efter konkursen fortsatte Karlskrona Lampfabrik som hyresgäster i sina gamla lokaler, men under ny bolagsbildning. Verksamheten reducerades till metallvarufabrikens tillverkning av fotogenbrännare, fotogenlampor och elektrisk hembelysning. Material- och produktionsplanering anpassades till ny internstandardisering och på 1980-talet började administrationen datoriseras. Försäljningskostnaderna kunde successivt reduceras tack vare den snabba utvecklingen av Internet. Lampkollektionen inriktades helt på repliker av äldre modeller, men intresset för historiserande belysning dröjde och därför även den ekonomiska framgången.

### Tiden efter 2015
På 2000-talet började intresset för belysning i klassicerande stil vakna bland arkitekter, byggnadsvårdare och kvalitetsmedvetna privatkunder.
Respekten för det svenska kulturarvet och idéerna kring byggnadsvård började slå igenom på bred front. Karlskrona Lampfabrikens hantverk och kunnande kring klassisk formgivning uppmärksammades och företaget kunde nu utöka sitt arbete med kundanpassade produkter. Omsättningen mångdubblades.
Detta möjliggjorde att Karlskrona Lampfabrik  år 2015 kunde köpta tillbaka sina lokaler. Därmed var det rivningshot som legat över fastigheten i 40 år avvärjt, vilket i sin tur möjliggjorde en satsning på att återställa den unika fabriksmiljön och öppna upp för en bredare publik att besöka fabriken.

## Verkställande direktörer
Karlskrona Lampfabrik har letts av följande fabrikörer (verkställande direktör):
- 1884–1888 Carl Svahn
- 1889–1899 Herman Skantze
- 1900–1919 Hugo Skantze
- 1920–1932 Gustaf Johansson
- 1933–1949 Lars-Olof Skantze
- 1950–1975 Björn-Orvar Skantze
- 1976-1979 Johan Skantze
- 1980–2006 Patrik Skantze
- 2007–     Valdemar Skantze